# Корнео, Сигрид
Сигрид Тереза Корнео (итал. Sigrid Corneo, род. 17 апреля 1971, Лекко, Ломбардия) — словенская профессиональная велогонщица итальянского происхождения. Корнео выступала на соревнованиях с 1999 по 2010 годы.

## Карьера
Она дебютировала в 1991 году и перешла в профессиональную команду в 1998 году. В 2007 году она начать выступать за Словению, родину своей матери.
Корнео вошла в состав словенской команды в женской групповой гонке на летних Олимпийских играх 2008 года в Пекине, успешно выступив на этапе Кубка мира. Она успешно завершила изнурительную гонку, заняв сорок девятое место с результатом 3:39:29, опередив канадскую гонщицу Алекс Врублески ровно на семь секунд.
Среди её успехов — зелёная майка лидера горной классификации на Джиро Донне 1994 года, несколько побед на этапах многодневок и титул чемпионки Словении 2009 года. 
В 2010 году Корнео заняла второе место в групповой гонке и индивидуальной гонке с раздельным стартом на чемпионате Словении. В 2010 году Корнео выступала за итальянскую команду Top Girls Fassa Bortolo в женских элитных профессиональных соревнованиях.
Она завершила свою карьеру в 2010 году, позже присоединившись к техническому персоналу команды BePink под руководством Вальтера Дзини (который уже был её спортивным директором с 2000 по 2010 годы). С 2012 года она является спортивным директором команды BePink.

## Достижения
1994
Горная классификация Джиро Донне
1995
3-я на Джиро дель Трентино-Альто-Адидже — Южный Тироль
1996
2-й этап Джиро дель Трентино-Альто-Адидже — Южный Тироль
9-й этап Тура Лимузена
2003
3-я на Туре Ардеш
2004
4-й этап Вуэльты Коста-Рики
2-я на Вуэльте Коста-Рики
3-я на Вуэльте Сальвадора
2005
4-й этап Вуэльты Сальвадора
3-я на Вуэльте Сальвадора
2006
2-я на Гран-при Доттиньи
2007
2-й этап Тура Лимузена
2-я на Туре Лимузена
2009
 Чемпионат Словении — групповая гонка
2010
2-я на Чемпионате Словении — групповая гонка
2-я на Чемпионате Словении — индивидуальная гонка

### Статистика выступления наГранд-турах
| Гонка / Год          | 1989           | 1990           | 1991           | 1992           | 1993           | 1994           | 1995           | 1996           | 1997           | 1998           | 1999           | 2000           | 2001           | 2002           | 2003           | 2004           | 2005           | 2006 | 2007 | 2008 | 2009 | 2010           |
| -------------------- | -------------- | -------------- | -------------- | -------------- | -------------- | -------------- | -------------- | -------------- | -------------- | -------------- | -------------- | -------------- | -------------- | -------------- | -------------- | -------------- | -------------- | ---- | ---- | ---- | ---- | -------------- |
| Гранд Букль феминин  | не проводилась | не проводилась | не проводилась | —              | —              | —              | 11             | 14             | —              | 37             | 23             | DNF            | —              | —              | 21             | —              | —              | —    | —    | —    | —    | не проводилась |
| Рут де Франс феминин | не проводилась | не проводилась | не проводилась | не проводилась | не проводилась | не проводилась | не проводилась | не проводилась | не проводилась | не проводилась | не проводилась | не проводилась | не проводилась | не проводилась | не проводилась | не проводилась | не проводилась | 36   | DNF  | —    | 6    | —              |
| Тур де л'Од феминин  | —              | —              | 43             | —              | —              | 45             | —              | —              | —              | —              | —              | —              | —              | —              | —              | 42             | —              | —    | 14   | DNF  | 45   | —              |
| Джиро д’Италия Донне | 26             | —              | —              | —              | 14             | 13             | 6              | 6              | 55             | DNF            | 30             | —              | —              | —              | 29             | 36             | DNF            | 22   | 19   | 44   | 26   | 36             |

### Международные соревнования
Чемпионаты мира
40-я на Чемпионате мира 1995 — групповая гонка
13-я на Чемпионате мира 1996 — групповая гонка
42-я на Чемпионате мира 1999 — групповая гонка
77-я на Чемпионате мира 2008 — групповая гонка
Снята с соревнований на Чемпионате мира 2009
Олимпийские игры
49-я на Олимпийских играх в Пекине — групповая гонка

### Рейтинги
| Год                 | 2009  | 2010  |
| ------------------- | ----- | ----- |
| Мировой рейтинг UCI | 100-й | 206-й |
|                     |       |       |
| Источник: UCI       |       |       |